# Pelidnota lucae
Pelidnota lucae är en skalbaggsart som beskrevs av Leconte 1863. Pelidnota lucae ingår i släktet Pelidnota och familjen Rutelidae. Inga underarter finns listade i Catalogue of Life.